# Stormningen av Kokenhusen
Stormningen av Kokenhusen av den ryska armén under tsar Aleksej Michajlovitj utspelades den 14 augusti 1656 under Karl X Gustavs ryska krig. Ryska trupper stormade och intog den välbefästa staden Kokenhusen (dagens Koknese) i svenska Livland. Efter detta fick Ryssland kontroll över floden Daugava och vägen till Riga låg öppen.